# Julie Christie

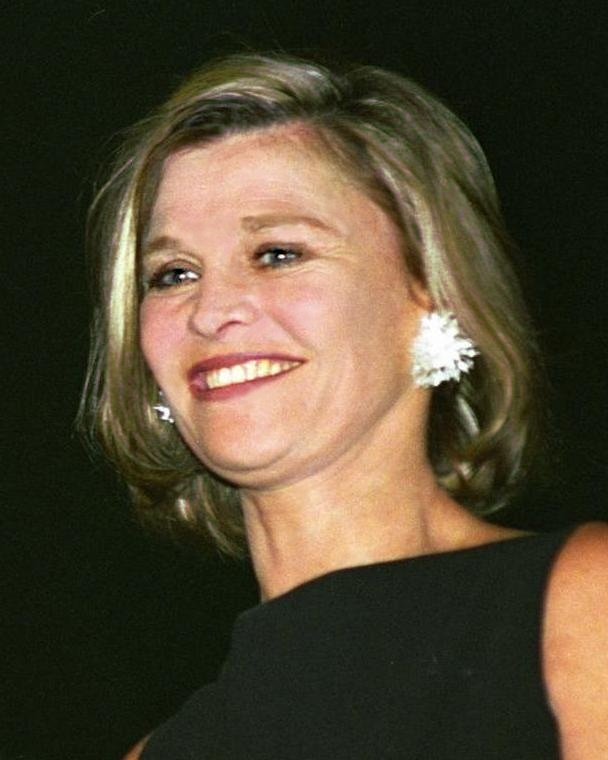
Julie Christie auf dem Internationalen Filmfestival von Guadalajara 1997

Julie Frances Christie (* 14. April 1940 in Chabua, Assam, Indien) ist eine britische Filmschauspielerin. Ihre wichtigsten Hauptrollen spielte sie in den 1960er und 1970er Jahren in Filmen wie Doktor Schiwago und Wenn die Gondeln Trauer tragen. Für den Film Darling gewann sie 1966 unter anderem den Oscar als Beste Hauptdarstellerin.

## Biografie

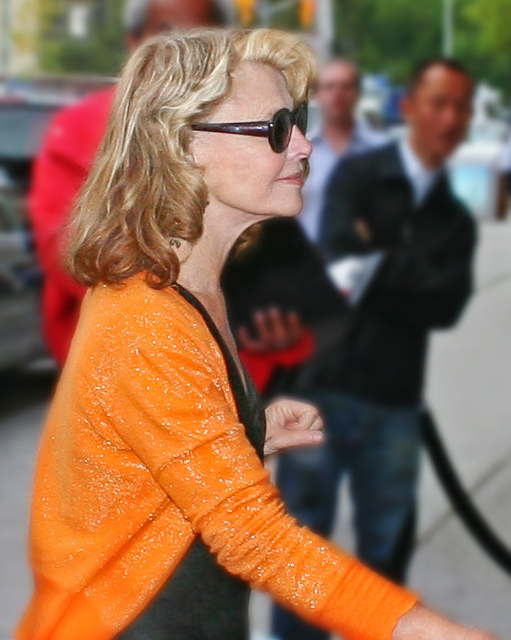
Julie Christie beim Toronto International Film Festival 2006

Julie Christie wurde in Indien geboren, wo ihr Vater in Assam eine Teeplantage besaß. Sie studierte zunächst in Indien, dann Schauspiel an der Londoner Central School of Speech and Drama. 1961 debütierte sie in der BBC-Fernsehserie A for Andromeda, in der sie die Hauptrolle der Andromeda spielte. In den folgenden Jahren folgten erste Filmauftritte, darunter eine größere Rolle in dem British-New-Wave-Klassiker Geliebter Spinner.
Ihren internationalen Durchbruch feierte Christie im Jahr 1965 als Larissa „Lara“ Antipowa, eine der Hauptrollen neben Omar Sharif in der monumentalen Literaturverfilmung Doktor Schiwago (1965) von David Lean. Aufgrund ihrer Darstellung wurde Christie für den British Academy Film Award nominiert. Sie erhielt dafür außerdem den Preis des US-amerikanischen National Board of Review. Für ihre Hauptrolle in dem ebenfalls 1965 erschienenen Film Darling gewann sie neben einem Oscar als Beste Hauptdarstellerin auch den British Academy Film Award, den New York Film Critics Circle Award und den Laurel Award; außerdem war sie für einen Golden Globe Award nominiert.
In Fahrenheit 451 (1966) verkörperte sie in einer Doppelrolle die Lehrerin Clarisse und Linda Montag, die Ehefrau eines Feuerwehrmannes (Guy Montag, gespielt von Oskar Werner). Sie war dafür erneut für den British Academy Film Award nominiert.
In dem Film Wenn die Gondeln Trauer tragen (1973) spielte sie eine weitere Hauptrolle, die ihr erneut eine Nominierung für den Britischen Filmpreis einbrachte. Für ihre Hauptrollen in den Filmen McCabe & Mrs. Miller (1971), Liebesflüstern (1997) und An ihrer Seite (2006) war sie jeweils für einen Oscar nominiert. Für ihre Hauptrolle in dem futuristischen Horrorfilm Des Teufels Saat (1977) erhielt sie eine Nominierung für den Saturn Award.
2004 spielte sie die Nebenrolle der Madam Rosmerta in dem Fantasyfilm Harry Potter und der Gefangene von Askaban. Noch einmal gefeiert wurde sie für ihre schauspielerische Leistung in dem Spielfilm An ihrer Seite, dem Regiedebüt der kanadischen Schauspielerin Sarah Polley. Darin verkörperte sie eine an Alzheimer erkrankte Frau, die ihr Zuhause nach 20 Jahren (verheiratet ist sie seit über 40 Jahren) gegen ein Pflegeheim tauscht und dort eine neue Aufgabe zu finden scheint. Zuletzt stand Christie im Jahr 2012 unter Regie von Robert Redford in The Company You Keep – Die Akte Grant vor der Kamera.
Seit mehr als 30 Jahren unterstützt Christie die Arbeit der Nichtregierungsorganisation Survival International, die sich für den Schutz indigener Völker einsetzt. Unter anderem hat sie dem Film Uncontacted Tribes von Survival ihre Stimme geliehen. Am 1. Februar 2008 wurde sie zur Botschafterin von Survival International ernannt.
Seit 1979 war der Journalist Duncan Campbell (1944–2025) ihr Lebensgefährte. 2008 gab sie öffentlich bekannt, dass sie Campbell bereits vor einigen Jahren geheiratet habe. Julie Christie führt einen relativ zurückgezogenen Lebensstil, die meiste Zeit verbringt sie auf ihrem Bauernhof in Wales.

## Filmografie
- 1961: Call Oxbridge 2000 (Fernsehserie, Folge 1x03)
- 1961: A For Andromeda (Fernsehserie, 6 Folgen)
- 1962: So ein Gauner hat's nicht leicht (Crooks Anonymous)
- 1962: O Darling – was für ein Verkehr (The Fast Lady)
- 1963: ITV Play of the Week (Fernsehserie, Folge 8x28)
- 1963: Geliebter Spinner (Billy Liar)
- 1963: Simon Templar (The Saint, Fernsehserie, Folge 2x03)
- 1965: Cassidy, der Rebell (Young Cassidy)
- 1965: Darling
- 1965: Doktor Schiwago (Doctor Zhivago)
- 1966: Fahrenheit 451
- 1967: Die Herrin von Thornhill (Far from the Madding Crowd)
- 1968: Petulia
- 1969: In Search of Gregory
- 1971: Der Mittler (The Go-Between)
- 1971: McCabe & Mrs. Miller
- 1973: Wenn die Gondeln Trauer tragen (Don’t Look Now)
- 1975: Shampoo
- 1975: Nashville
- 1977: Des Teufels Saat (Demon Seed)
- 1978: Der Himmel soll warten (Heaven Can Wait)
- 1981: Memoiren einer Überlebenden (Memoirs of a Survivor)
- 1982: Schatten der Vergangenheit (The Return of the Soldier)
- 1982: Entscheidung am Kap Horn (Les Quarantièmes rugissants)
- 1983: Hitze und Staub (Heat and Dust)
- 1983: Getrennte Tische (Separate Tables, Fernsehfilm)
- 1983: Gold Diggers (The Gold Diggers)
- 1986: Power – Der Weg zum Ruhm (Power)
- 1986: Die Leidenschaft der Miss Mary (Miss Mary)
- 1986: Väter und Söhne – Eine deutsche Tragödie (Miniserie, 4 Folgen)
- 1988: Dada bedeutet Tod (Dadah Is Death, Fernsehfilm)
- 1989: Bitterer Champagner (Champagne amer)
- 1990: Narren des Schicksals (Fools of Fortune)
- 1992: Tote Gleise (The Railway Station Man)
- 1996: Dennis Potter's Karaoke (Karaoke, Miniserie, 2 Folgen)
- 1996: Dragonheart
- 1996: Hamlet
- 1997: Liebesflüstern (Afterglow)
- 1999: Der Mann der 1000 Wunder (The Miracle Maker, Sprechrolle)
- 2001: Belphégor (Belphégor, le fantôme du Louvre)
- 2001: No Such Thing
- 2002: Snapshots – Bilder der Erinnerung (Snapshots)
- 2002: Alle lieben Lucy (I’m with Lucy)
- 2004: Troja (Troy)
- 2004: Harry Potter und der Gefangene von Askaban (Harry Potter and the Prisoner of Azkaban)
- 2004: Wenn Träume fliegen lernen (Finding Neverland)
- 2005: Das geheime Leben der Worte (The Secret Life of Words)
- 2006: An ihrer Seite (Away from Her)
- 2008: New York, I Love You
- 2009: Glorious 39
- 2011: Red Riding Hood – Unter dem Wolfsmond (Red Riding Hood)
- 2012: The Company You Keep – Die Akte Grant (The Company)
- 2017: Der Buchladen der Florence Green (The Bookshop, Sprechrolle)

## Auszeichnungen

### Oscar
- 1966 ausgezeichnet als „Beste Hauptdarstellerin“ in Darling
- 1972 nominiert als „Beste Hauptdarstellerin“ in McCabe und Mrs. Miller
- 1998 nominiert als „Beste Hauptdarstellerin“ in Liebesflüstern
- 2008 nominiert als „Beste Hauptdarstellerin“ in An ihrer Seite

### British Academy Film Award
- 1964 nominiert als „Beste britische Darstellerin“ in Geliebter Spinner
- 1966 ausgezeichnet als „Beste britische Darstellerin“ in Darling
- 1967 nominiert als „Beste britische Darstellerin“ in Doktor Schiwago
- 1967 nominiert als „Beste britische Darstellerin“ in Fahrenheit 451
- 1972 nominiert als „Beste Hauptdarstellerin“ in Der Mittler
- 1974 nominiert als „Beste Hauptdarstellerin“ in Wenn die Gondeln Trauer tragen
- 1997 Academy Fellowship
- 2005 nominiert als „Beste Nebendarstellerin“ in Wenn Träume fliegen lernen
- 2008 nominiert als „Beste Hauptdarstellerin“ in An ihrer Seite

### Golden Globe Award
- 1966 nominiert als „Beste Hauptdarstellerin – Drama“ in Darling
- 1976 nominiert als „Beste Hauptdarstellerin – Komödie oder Musical“ in Shampoo
- 2008 ausgezeichnet als „Beste Hauptdarstellerin – Drama“ in An ihrer Seite

CineMerit Award
des Filmfestes München 2008 für herausragende Verdienste um die Filmkunst 